# Costa de Araujo
Costa de Araujo es una localidad y distrito ubicado en el departamento Lavalle, provincia de Mendoza,  Argentino. 
Se encuentra sobre la Ruta Provincial 34, en la zona norte del oasis del río Mendoza.
Cuenta con un centro de salud que abarca una amplia zona pero con poca infraestructura.

## Economía
Las principales actividades económicas son la agricultura, vitivinicultura y horticultura, siendo Costa de Araujo el principal productor de vino casero del departamento Lavalle. En los años 90 se instalaron una planta concentradora de pulpa y una empresa con 1200 ha de vino regadas con agua de perforación.

## Parroquias de la Iglesia Católica
| Arquidiócesis | Mendoza                   |
| ------------- | ------------------------- |
| Parroquia     | Nuestra Señora del Carmen |